# Anna Mahler

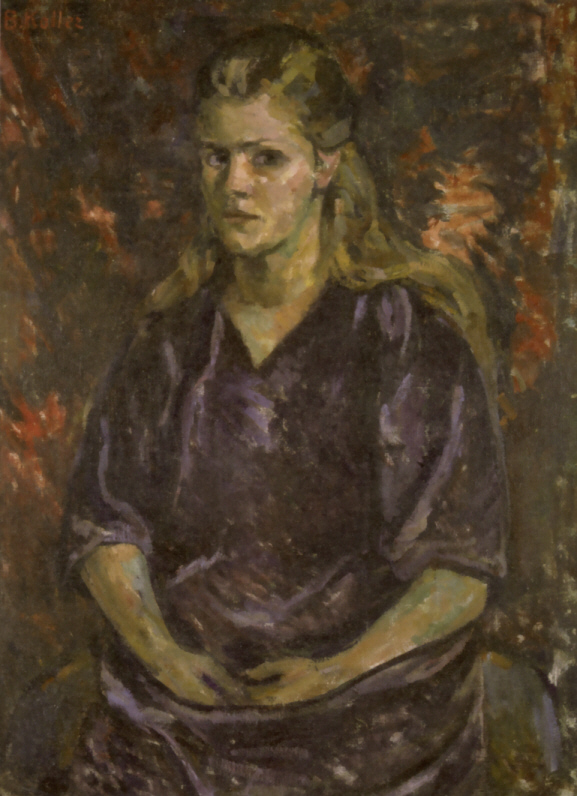
Broncia Koller-Pinell: Anna Mahler 1921; ein Porträt ihrer kurzzeitigen Schwiegertochter.

Anna Justine Mahler (* 15. Juni 1904 in Wien, Österreich-Ungarn; † 3. Juni 1988 in London) war eine österreichische Bildhauerin. Im Laufe ihres Lebens schuf sie bedeutende Werke, darunter Büsten und Skulpturen prominenter Zeitgenossen, und wurde 1937 mit dem Grand Prix der Pariser Weltausstellung für ihre Skulptur Stehende ausgezeichnet.

## Leben

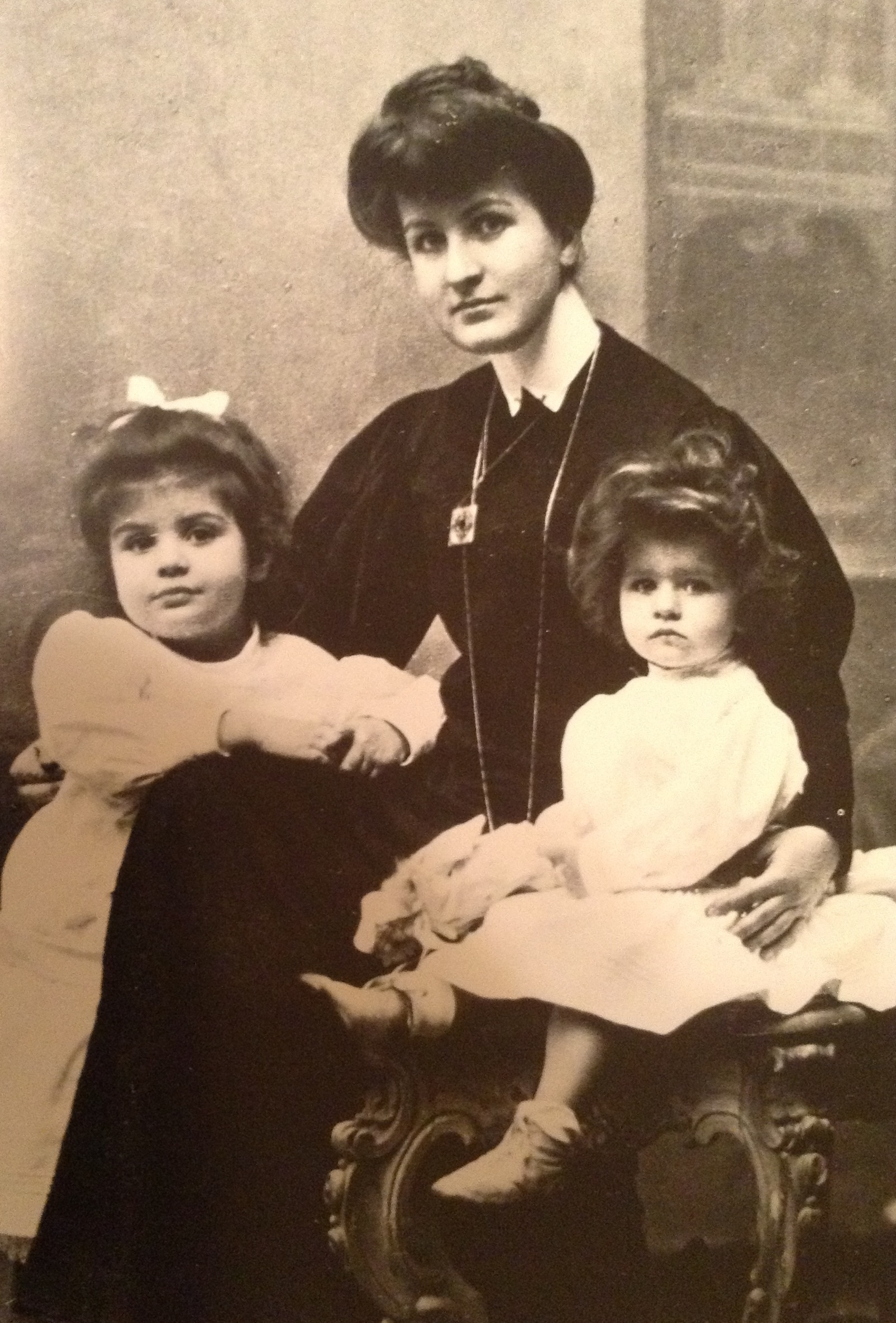
Anna Mahler mit ihrer Mutter Alma Mahler und Schwester Maria (links), circa 1906

Anna Mahler war die Tochter des Komponisten und Dirigenten Gustav Mahler und der bedeutenden Persönlichkeit der Musik-, Kunst- und Literaturszene Alma Mahler-Werfel. Sie wuchs in Wien und teilweise auch New York auf, wo sie in den Kindergarten ging. Ihr Vater starb, als sie sieben Jahre alt war. Nach seinem Tod wurde ihre Mutter Alma Mahler-Werfel zu einer der bedeutendsten Gesellschaftsdamen Europas. In ihrem Literarischen Salon in Wien verkehrten unter anderem Gerhart Hauptmann, Alban Berg und Bruno Walter.
Tochter Anna war jedoch für die Mutter hauptsächlich eine nützliche Dienerin, deren Schulausbildung vernachlässigt wurde. Dabei skizzierte Anna bereits im Salon der Mutter Porträts der Besucher. Sie war Zeugin, wie ihre Mutter nach einer Beziehung zu dem Maler Oskar Kokoschka und einer Ehe mit Walter Gropius eine weitere Ehe mit Franz Werfel einging.
Oliver Hilmes, Biograph von Alma Mahler-Werfel, behauptet, es sei vor allem die Anna erdrückende und sexuell aufgeladene Atmosphäre im Haus gewesen, die Anna vereinsamen ließ und sie dazu trieb, bereits mit 16 Jahren den Dirigenten Rupert Koller zu heiraten, Sohn der Malerin Broncia Koller-Pinell. Die Ehe scheiterte nach wenigen Monaten.
1922 lernte Anna Mahler in Berlin den jungen Komponisten Ernst Krenek kennen. Sie heirateten 1924, die Ehe scheiterte ebenfalls nach einem Jahr. Anna studierte in Rom bei Giorgio de Chirico zunächst Malerei, wandte sich jedoch 1925 der Bildhauerei zu.
Eine kurze Ehe verband sie mit Paul Zsolnay, dem Verleger von Franz Werfel, der auch die Briefe zwischen ihren Eltern verlegt hatte. Auch diese Ehe, aus der eine Tochter hervorging, scheiterte. Die Tochter Alma Zsolnay (1930–2010) wuchs beim Vater auf.
In der ersten Hälfte der 1930er Jahre unterhielt sie ein Liebesverhältnis mit dem österreichischen Politiker Kurt von Schuschnigg, ab 1934 Bundeskanzler und Führer der Vaterländischen Front.
1938 war Anna Mahler in Versuche involviert, eine Verständigung zwischen Regierung/Vaterländischer Front und den seit 1934 verfolgten österreichischen Sozialdemokraten herzustellen, um doch noch eine Front gegen Hitler und die Nationalsozialisten aufzubauen.
1939 floh Anna Mahler, deren Vater jüdischer Abstammung war, vor den Nazis nach London. Als Mitglied des Exekutivkomitees des Austrian Centre war sie hier auch in das österreichische Exil eingebunden. Sie heiratete den ukrainischen Dirigenten Anatole Fistoulari, mit dem sie eine weitere Tochter, Marina, hatte.
Nach dem Ende des Zweiten Weltkriegs lebte sie ab 1950 in Kalifornien in der Nähe ihrer Mutter. In Los Angeles hatte sie ein großes Freiluft-Atelier.
Ab 1951 lebte sie mit dem Filmeditor und Drehbuchautor Albrecht Joseph zusammen, der früher unter anderem (Privat-)Sekretär von Franz Werfel und Thomas Mann gewesen war. Er hatte sich nach eigener Aussage bereits in Wien in den 1930er Jahren bei einem Besuch von Annas Mutter in sie verliebt.
Nach dem Tod ihrer Mutter 1964 hatte sie aus der Erbschaft die finanziellen Mittel, sich mit Joseph in Spoleto niederzulassen, und wurde dort zur Ehrenbürgerin ernannt. Sie heirateten 1970. Mit über 80 Jahren zog sie zur Tochter Marina nach London und bat Joseph um die Trennung: sie wolle alleine ihrem Werk nachgehen. Bis 1985 pendelte sie zwischen London, Spoleto und Los Angeles.
1988 starb Mahler in London mit fast 84 Jahren, wenige Wochen vor einer großen Einzelausstellung ihrer Werke im Kleinen Festspielhaus Salzburg. Sie wurde auf dem Highgate Cemetery im Norden Londons beigesetzt.

## Werk

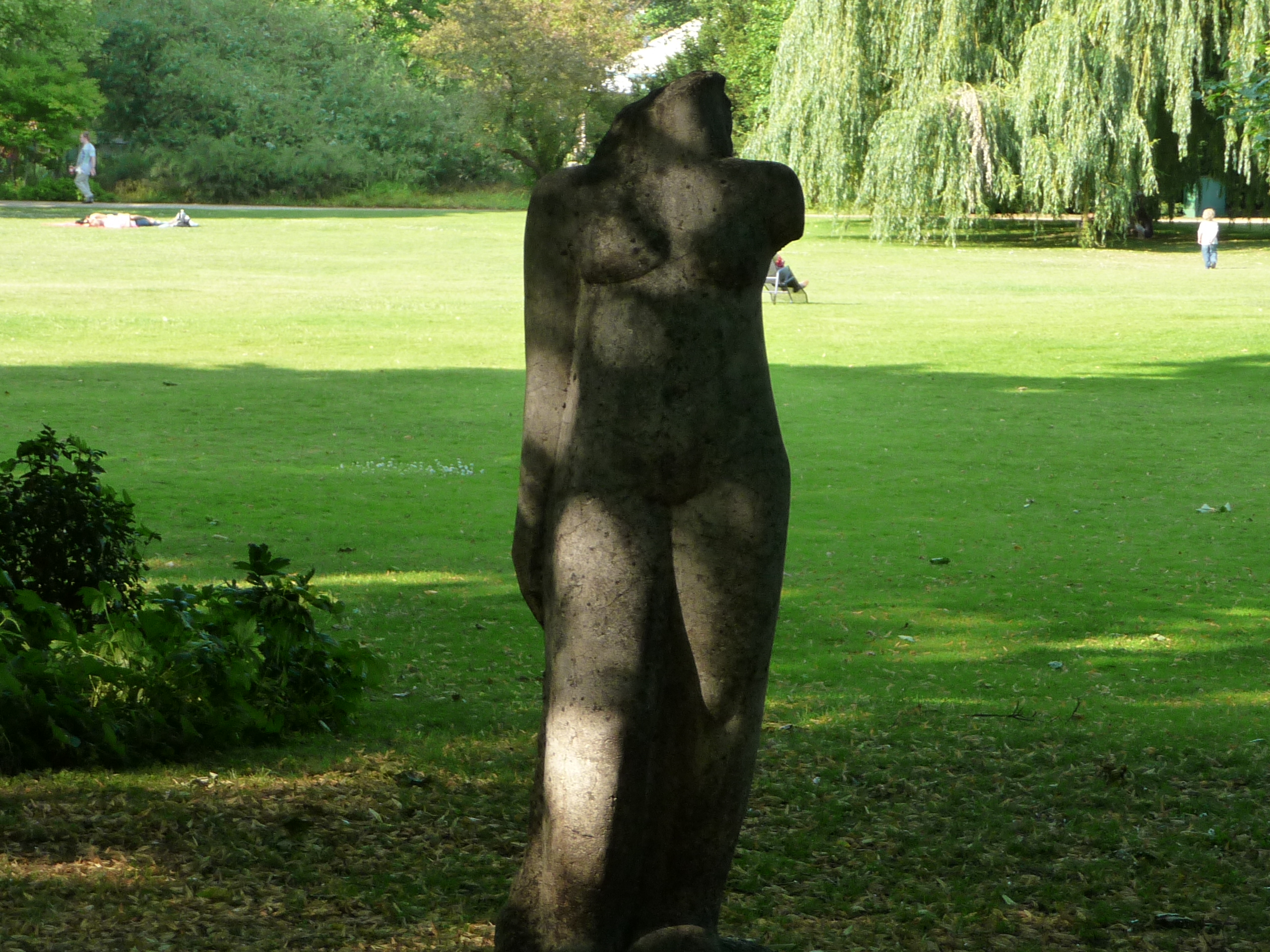
Skulptur Torso im Luisenpark Mannheim

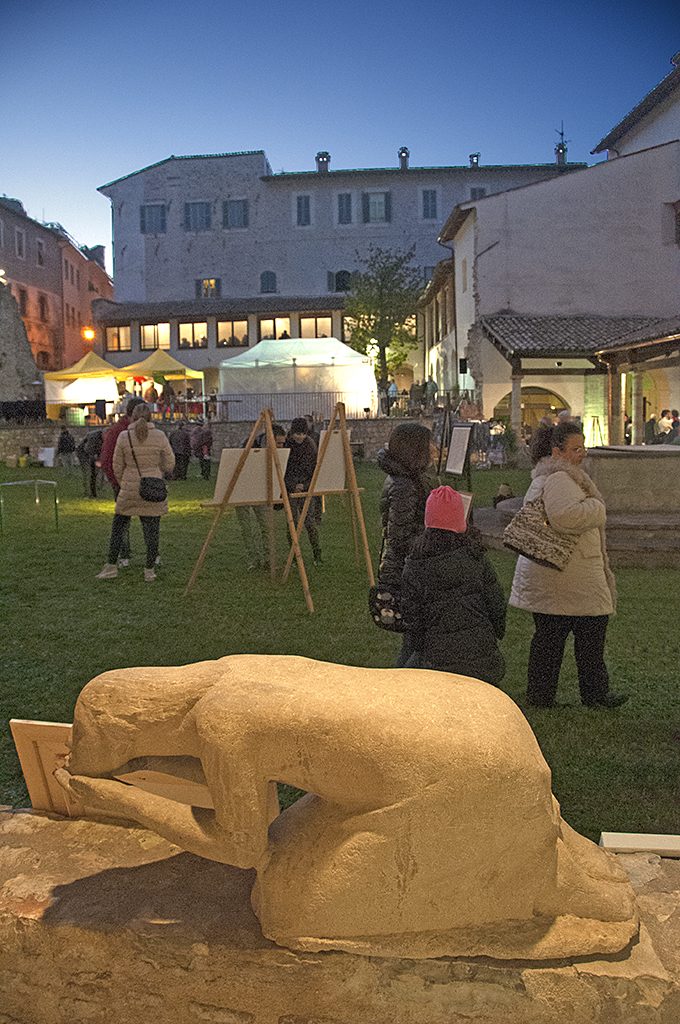
Skulptur La donna che beve in Spoleto

Fast das gesamte Frühwerk Anna Mahlers wurde im Zweiten Weltkrieg bei Bombenangriffen auf Wien und Berlin zerstört, bis auf einen Bildniskopf des Kurt Schuschnigg, der heute im Heeresgeschichtlichen Museum in Wien ausgestellt ist (Saal VII – Republik und Diktatur). Die Büste überdauerte den Krieg deshalb, weil sie von einer Freundin Anna Mahlers, mit einem unauffälligen Überzug getarnt, zuvor zur Künstlerin nach London gebracht worden war.
Sie begeisterte sich für Auguste Rodin, Aristide Maillol, vor allem für Wilhelm Lehmbruck, dabei änderte sie nie ihren Stil: sie meißelte ausschließlich Figürliches aus Steinen, meistens weibliche Körper. Fritz Wotruba, einer der bedeutendsten österreichischen Bildhauer des 20. Jahrhunderts, gab ihr in loser Form Unterricht und Anregungen.
Zu ihren Arbeiten gehören eine Reihe von (Bronze)büsten von bedeutenden Künstlern und Musikern des 20. Jahrhunderts, darunter Arnold Schönberg, Alban Berg, Artur Schnabel, Otto Klemperer, Bruno Walter, Rudolf Serkin, Wilhelm Furtwängler, Victor de Sabata, Carl Zuckmayer, Leo Perutz, Hermann Broch, Franz Werfel, Fritz Wotruba, Fritzi Massary, Julie Andrews, dabei modellierte sie die Büsten zunächst mit Tonkügelchen.
Die ersehnte öffentliche und finanzielle Anerkennung durch einen Auftrag der University of California (UCLA) in Los Angeles für einen „Maskenturm“ blieb allerdings trotz eines angefertigten fünf Meter hohen Entwurfs mit mehr als vierzig übereinander geschichteten Masken aus. Nach ihrem Tod geriet ihr Werk in Vergessenheit.
Im September 2023 wurde eine von Anna Mahler angefertigte Statue (Bronze, junges Mädchen) in der ZDF-Fernsehsendung  Bares für Rares XXL verkauft.

## Auszeichnungen
- 1937 Diplôme de Grand Prix der Weltfachausstellung Paris (Exposition Internationale des Arts et Techniques dans la Vie Moderne) für die Skulptur Stehende

## Werke (Auszug)
- Bildniskopf Kurt Schuschnigg, um 1934, Hohlgips schwarz gefärbt; 40 × 22 × 30 cm, Heeresgeschichtliches Museum, Wien
- Torso, Luisenpark Mannheim
- Totenmaske von Alban Berg
- Bronze Stehende, im Privatbesitz